# Mantauran
Het Mantauran is een dialect van het Rukai, een Tsouïsche taal gesproken in het zuidwesten van Taiwan. Het Mantauran heeft vrij veel kenmerken die afwijken van de andere Rukai-dialecten, maar is met uitsterven bedreigd.

## Classificatie
- Austronesische talen
  - Formosaanse talen
    - Tsouïsche talen
      - Rukai
        - Mantauran

## Grammatica
Het Mantauran kent diverse nominalisatiemethodes. Volgens onderzoekster Elizabeth Zeitoun van de Academia Sinica, die al sinds augustus 1992 veldwerk doet rond het Mantauran, is er geen onderscheid tussen nominalisatie en relativisering. Drastische fonologische en syntactische veranderingen maken de structuur van het Mantauran vrij verschillend dan die van de overige Rukai dialecten. Syntactisch verschilt het Mantauraans zelfs volledig van de hele Formosaanse taalfamilie.
In tegenstelling tot andere Formosaanse dialecten en talen kent het Mantauran een eigen conjunctiefvorm.